# Orthogonioptilum
Orthogonioptilum é um gênero de mariposa pertencente à família Bombycidae.